# Benito Juárez, El Fuerte
Benito Juárez är en ort i Mexiko.   Den ligger i kommunen El Fuerte och delstaten Sinaloa, i den västra delen av landet, 1 200 km nordväst om huvudstaden Mexico City. Benito Juárez ligger 30 meter över havet och antalet invånare är 2 093.
Terrängen runt Benito Juárez är platt. Runt Benito Juárez är det ganska glesbefolkat, med 31 invånare per kvadratkilometer. Närmaste större samhälle är San Blas, 16,3 km nordost om Benito Juárez. Trakten runt Benito Juárez består till största delen av jordbruksmark.